# Alcor (ster)

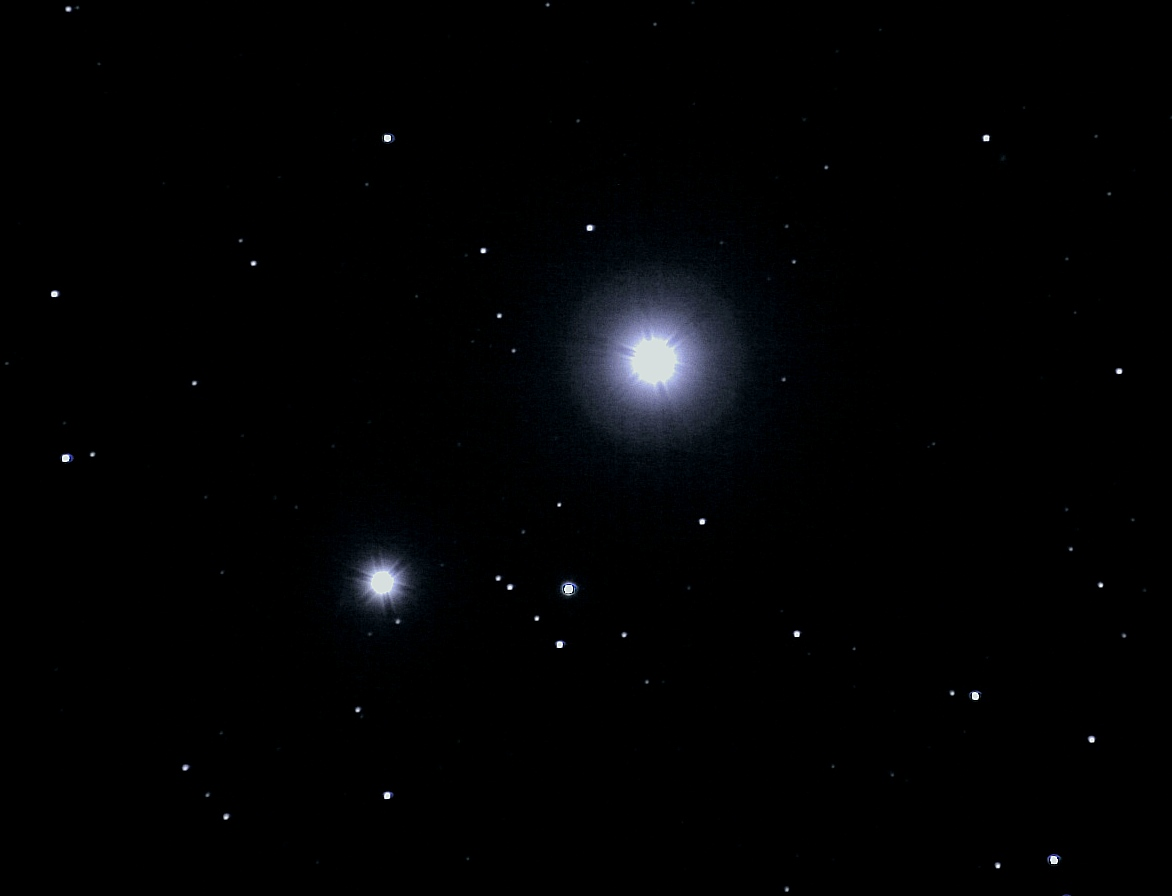
Mizar en Alcor

Alcor (80 Ursae Majoris) is een heldere dubbelster in het sterrenbeeld Grote Beer (Ursa Major). De ster staat ook bekend als Saidak en "Het Ruitertje" en maakt deel uit van de Siriusgroep.
De hoofdcomponent van Alcor bezit helderheid 3,99 en behoort tot de A5-V. De begeleider is een type M hoofdreeksster. Alcor vormt met Mizar een met het blote oog te scheiden dubbelster op een onderlinge afstand van 11,8 boogminuten. Hoewel hun eigenbeweging aantoont dat ze tezamen bewegen, bevinden ze zich op vijf lichtjaar van elkaar en daarom worden ze slechts beschouwd als een optische dubbelster. Alcor bezit ongeveer 1,6 maal de massa van onze Zon.
Alcor zelf bestaat weer uit twee sterren, het is een kort-periodieke spectroscopische dubbelster.